# Branko Sbutega
Branko Sbutega (* 8. April 1952 in Kotor, Jugoslawien; † 27. April 2006 Dobrota, Serbien und Montenegro) war ein katholischer Priester im Bistum Kotor und ein Friedens- und Menschenrechtsaktivist in Montenegro.

## Leben
Branko Sbutega absolvierte das Gymnasium in seiner Heimatstadt Kotor. Danach studierte er Medizin und Theologie in Zagreb, Wien und Rom. 1979 wurde er zum Priester geweiht. Bis 1982 arbeitete er dann als Kaplan in Dobrota bei Kotor. In jenem Jahr wurde er an der dortigen Kirche St. Eustachius Gemeindepfarrer. 1991 entsandte ihn die kroatische Bischofskonferenz ins italienische Padua, wo Sbutega ein Betreuungszentrum für jugoslawische Flüchtlinge aufbaute und leitete. 1996 kehrte er in seine montenegrinische Pfarrei zurück. Neben seiner Arbeit als Gemeindepfarrer war Sbutega auch Bistumssekretär und verantwortlich für das historisch wertvolle Archiv der Diözese.
1999 baute er die Diözesancaritas des Bistums Kotor auf und wurde deren erster Direktor. Die erste große Bewährungsprobe für das neue katholische Hilfswerk kam noch im selben Jahr, als Tausende Flüchtlinge aus dem Kosovo nach Montenegro kamen. Die Caritas von Kotor unterhielt ein großes Flüchtlingslager und durch seine vielfältigen internationalen Kontakte, gelang es Sbutega, genügend Spenden für die Versorgung der Flüchtlinge aufzutreiben. So reiste er zum Beispiel noch während des Krieges der NATO gegen Restjugoslawien unter großen Schwierigkeiten nach Deutschland, um Unterstützung einzuwerben. Es gelang ihm unter anderem, umfangreiche Geldmittel, die von der Stadt Leipzig und den dortigen Kirchgemeinden aller Konfessionen aufgebracht wurden, unter Missachtung des damals bestehenden Embargos noch Montenegro zu bringen.
Nachdem sich die Lage im Kosovo geändert hatte und die überwiegend muslimischen Albaner nach Hause zurückgekehrt waren, kamen alsbald orthodoxe Serben und Roma als Flüchtlinge nach Montenegro. An deren Betreuung und Versorgung war die Caritas von Kotor unter Sbutegas Leitung ebenfalls beteiligt.
Branko Sbutega hat sich vom Anfang der 90er Jahre bis zu seinem Tod 2006 mittels zahlreicher Vorträge und Artikel in verschiedensten Zeitungen und Zeitschriften für die Verständigung zwischen den Völkern des zerfallenen Jugoslawien eingesetzt. Als Montenegriner mit kroatischen Wurzeln und umfangreicher Auslandserfahrung war er prädestiniert, zwischen den nationalen Fronten zu vermitteln. Sbutega hat die Angehörigen aller Volksgruppen immer wieder zum Frieden gemahnt. Im europäischen Ausland war er ein gesuchter Gesprächspartner, weil der humanistische Intellektuelle die Konflikte der Balkanregion als Betroffener erklären konnte, ohne sich mit einer der Parteien gemein zu machen.
Der vielseitige Priester unterstützte in Montenegro Bürgerrechtsgruppen, die gegen die Korruption der Behörden oder gegen Umweltkriminalität kämpfen. In seinen letzten Lebensjahren setzte er sich besonders für die Rechte der Roma in seinem Heimatland ein. Auch am ökumenischen Dialog mit der orthodoxen Kirche und verschiedenen protestantischen Konfessionen war er beteiligt. Sbutega war auch Mitinitiator und Ehrenpräsident der Kulturinitiative Kotor Art, die Ausstellungen, Lesungen und Konzerte veranstaltet.
Seit 2004 gehörte Sbutega dem zwischenstaatlichen montenegrinisch-kroatischen Rat an, einem Gremium, das eingerichtet worden ist, um die Beziehungen zwischen beiden Ländern zu verbessern.

## Würdigung
Der serbische Schriftsteller Filip David schrieb in seinem Nachruf über Sbutega:
In den dunklen Zeiten, durch die wir gegangen sind – und durch die wir noch immer gehen –, waren Einzelgänger wie Don Branko Sbutega das unentbehrliche Flämmchen des Lichtes. Diese Einzelgänger stehen gegen die Masse und gegen die Demagogie, die diese Masse führt.
Die von Kotor Art jeden Sommer veranstaltete Konzertreihe heißt seit 2007 Don Brankovi Dani Muzike (dt. Don Brankos Musiktage).

## Werke

### Monographien
- Maria vom Felsen. Perast. (Touristischer Führer, mit Gracija Brajkovic u. a.) Zagreb 1988
- Stara književnost Boke. (Hrsg. zusammen mit Ivo Banac & Slobodan Prosperov Novak) Zagreb  1993
- Kurosavin nemir svijeta. (Monographie) Beograd 2006, ISBN 86-481-0036-4

### Artikel (Auswahl)
- Naše posljednje ljeto. In: Dubrovnik. Casopis za književnost i znanost Matice hrvatske 3 (1992), S. 210–215
- The Adriatic Coast. A Space of Division and Collaboration. In: The Mediterranean. Cultural Identity and Intercultural Dialogue. Hrsg. v. Biserka Cvjeticanin. Zagrab 1999, S. 215–220